# Alexander Langsdorff
Alexander Langsdorff (14. prosince 1898, Alsfeld/Oberhessen – 15. března 1946, Eutin) byl německý archeolog a vůdce SS.

## Životopis
Langsdorff studoval v Marburgu historii, archeologii a germanistiku. Promoval v roce 1929 s prací Die Grabfunde mit Bronzeschnabelkannen. V letech 1929 až 1933 se účastnil několika archeologických expedic do Egypta a Íránu. V roce 1932 vedl spolu s Donaldem McCownem vykopávky v Tall-i Bakun v blízkosti antické Persepolis.
V roce 1923 se účastnil Hitlerova puče. V roce 1933 vstoupil do NSDAP, a také do SS. V roce 1944 dosáhl hodnosti SS Führer. Od prosince 1944 do května 1945 působil v sekci „Kunstschutz“ v Itálii, kde se zabýval přesunem uměleckých děl z Florencie do Německa. Okolnosti jeho smrti v roce 1946 jsou nejasné.

## Publikace
- spolu s Paulem Jacobsthalem: Die Bronzeschnabelkannen. Ein Beitrag zur Geschichte des vorrömischen Imports nördlich der Alpen. Berlín 1929.
- spolu s Donaldem McCownem: Tall-i Bakun A, A Season of 1932, Chicago, 1942.